# Пярнуй
Пярнуй — река в России, протекает по Тихвинскому району Ленинградской области.
Исток — в 5 км западнее деревни Гуреничи, у стыка Тихвинского, Лодейнопольского и Волховского районов. Течёт на юго-запад, впадает в Шижня с правого берега, в 35 км от её устья, восточнее деревень Песчанка и Новинка. Длина реки составляет 27 км.
В среднем течении по реке проходит граница Волховского и Тихвинского районов. Населённых пунктов на Пярнуе нет.

## Данные водного реестра
По данным государственного водного реестра России относится к Балтийскому бассейновому округу, водохозяйственный участок реки — Свирь, речной подбассейн реки — Свирь (включая реки бассейна Онежского озера). Относится к речному бассейну реки Нева (включая бассейны рек Онежского и Ладожского озера).
Код объекта в государственном водном реестре — 01040100812102000013710.